# Neckarsteinach
Neckarsteinach település Németországban, Hessen tartományban, annak legdélebbi települése. Lakosainak száma 4099 fő (2023. december 31.).

## Népesség
A település népességének változása:
| Lakosok száma | 3923 | 3913 | 3915 | 3938 | 4016 | 4099 |
|               | 2012 | 2017 | 2019 | 2021 | 2022 | 2023 |